# 中国仿真学会
中国仿真学会是中华人民共和国仿真科技工作者组成的群众性学术团体，是中国科学技术协会主管的社会团体，1989年11月成立。